# Brentiscerus australis
Brentiscerus australis är en insektsart som först beskrevs av Ernst Evald Bergroth 1916.  Brentiscerus australis ingår i släktet Brentiscerus och familjen Rhyparochromidae. Inga underarter finns listade i Catalogue of Life.